# Ekvοli Gerοpοtamou Mesaras
Ekvοli Gerοpοtamou Mesaras este o arie protejată (arie de protecție specială avifaunistică — SPA) din Grecia întinsă pe o suprafață de 687,76 ha, integral pe uscat.

## Localizare
Centrul sitului Ekvοli Gerοpοtamou Mesaras este situat la coordonatele 35°03′22″N 24°45′37″E / 35.056082°N 24.760211°E.

## Înființare
Situl Ekvοli Gerοpοtamou Mesaras a fost declarat arie de protecție specială avifaunistică în octombrie 2002 pentru a proteja 18 specii de animale.

## Biodiversitate
Situată în ecoregiunile marină mediteraneană și mediteraneană, aria protejată nu include niciun habitat protejat.
La baza desemnării sitului se află mai multe specii protejate de  păsări (18): fluierar de munte (Actitis hypoleucos), șorecarul comun (Buteo buteo), fugaci mic (Calidris minuta), prundăraș de sărătură (Charadrius alexandrinus), erete vânăt (Circus cyaneus), erete alb (Circus macrourus), egretă mică (Egretta garzetta), presură de grădină (Emberiza hortulana), vânturel de seară (Falco vespertinus), becațină comună (Gallinago gallinago), piciorong (Himantopus himantopus), rândunică (Hirundo rustica), prigoare (Merops apiaster), fluierar negru (Tringa erythropus), fluierar de mlaștină (Tringa glareola), fluierar cu picioare verzi (Tringa nebularia), fluierarul de zăvoi (Tringa ochropus), fluierarul cu picioare roșii (Tringa totanus).
Pe lângă speciile protejate, pe teritoriul sitului au mai fost identificate 1 specie de păsări.